# Marrubium
Marrubium este un gen de plante din familia Lamiaceae.

## Specii
Cuprinde circa  40 de specii.
- Marrubium alternidens
- Marrubium alysson
- Marrubium cylleneum
- Marrubium friwaldskyanum
- Marrubium incanum
- Marrubium kotschyi
- Marrubium leonuroides
- Marrubium libanoticum
- Marrubium peregrinum
- Marrubium pestalozzae
- Marrubium rotundifolia
- Marrubium supinum
- Marrubium thessalum
- Marrubium velutinum
- Marrubium vulgare
- și altele.